# پدری تماماً دیوانه

هومر سیمپسون، «مایکل جکسون» با نام مستعار لئون کامپوسکی را در فصل سوم سریال سیمپسون‌ها، قسمت «پدری تماما دیوانه» به مردم اسپرینگفیلد معرفی می‌کند.

پدری تماماً دیوانه (به انگلیسی: Stark Raving Dad) نام اولین قسمت از سومین فصل فیلم تلویزیونی پویانمایی سیمپسون‌ها است. این قسمت برای اولین بار در تاریخ ۱۹ سپتامبر ۱۹۹۱ در شبکه فاکس آمریکا پخش شد. این داستان به صورت خاص برای مایکل جکسون نوشته شده است.
در این قسمت شخصیت اصلی این داستان، هومر سیمپسون به اشتباه یک «آنارشیست تفکر آزاد» معرفی می‌شود که باعث می‌شود به یک مرکز درمان بیماریان روانی ببرند؛ جایی که او با یک فرد با نام لئون کومپوسکی (به انگلیسی: Leon Kompowsky)، کسی که وانمود می‌کند مایکل جکسون معروف است هم اتاق می‌شود. در همین زمان تولد لیزا است و برادرش بارت، تولد او را فراموش می‌کند و برای جبران به او قول می‌دهد که بهترین هدیه را به او بدهد.
مایکل جکسون در این قسمت به عنوان صداپیشه مهمان در نقش لئون کومپوسکی بازی می‌کند.